# Harald Kidde

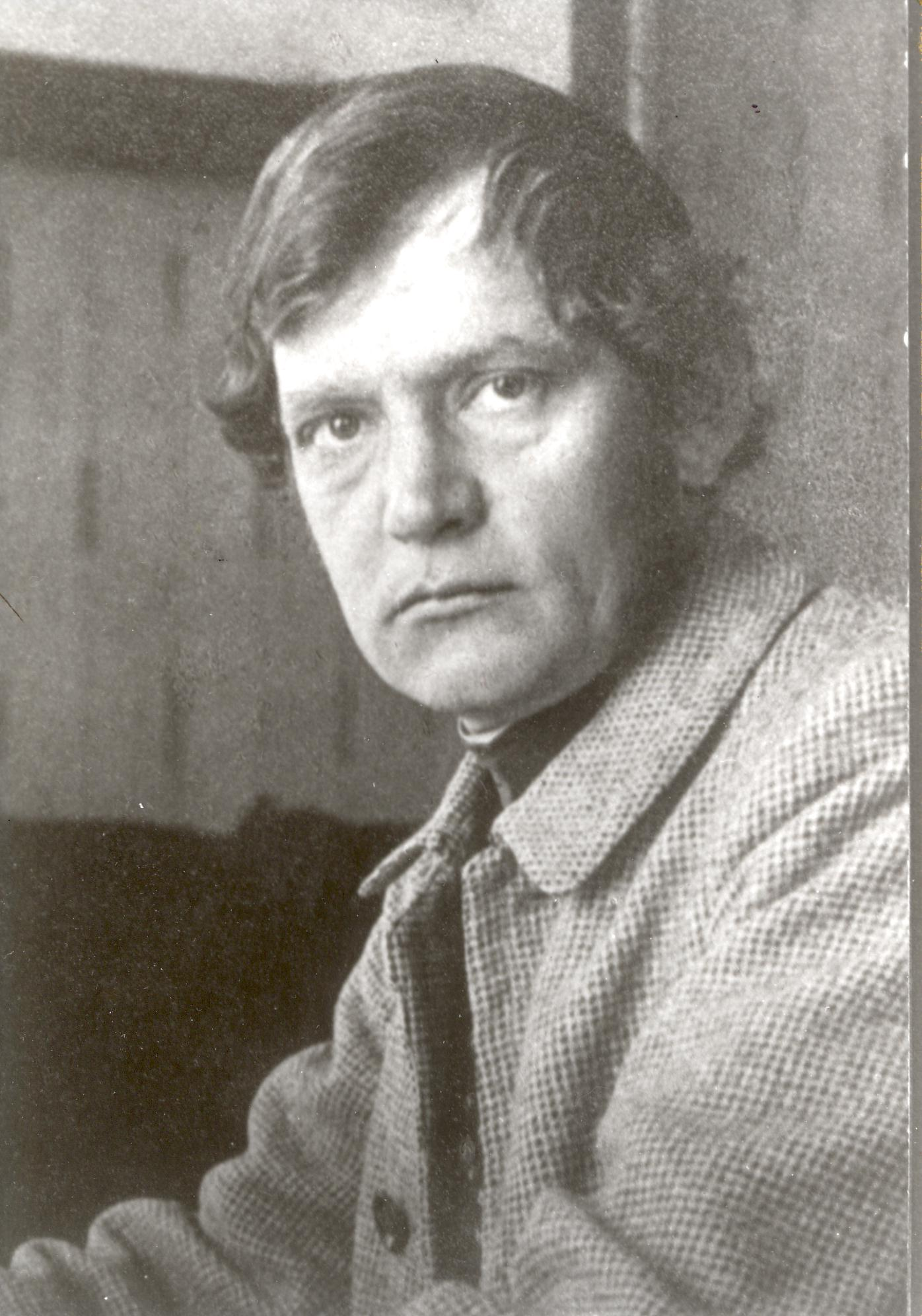
Harald Kidde

Harald Henrik Sager Kidde (1878-1918) era un autor danés. Estudió teología y fue el autor de novelas como Aage og Else (1902) y Helten (El Hero (1912), que es la historia de un verdadero cristiano en un mundo de hipócritas. Esposo de la escritora Astrid Ehrencron-Kidde (1871-1960).
Murió de gripe española de 1918.

## Obras
- "Sindbilleder" (1900)
- "Mennesker" (1901)
- Tilskueren 1901, Harald Kidde "Menneskenes søn»
- "Aage og Else, Doden" (1902)
- "Aage og Else, Livet" (1902)
- "Luftslotte" (1904)
- Tilskueren 1904, Harald Kidde "Smertens Vej»
- Tilskueren 1905, Harald Kidde "Drømmerier»
- "De Blinde" (1906)
- "Loven" (1908)
- "Aften" (1908)
- "Den Anden"(1909)
- "De Salige" (1910)
- "Helten" (1912)
- "Mødet Nytårsnat, en Krønike fra Anholt" (1917)
- "Jærnet, Roman om Järnbärerland" (1918)
- "Vandringer" (1920)
- "Dinkelsbühl" (1931)
- "Bag de Blomstrende Frugttræer" (1942)
- "Parabler" (1948)
- "Krageskrigene" (1953)